# Виртуальность
Виртуа́льность (лат. virtualis — возможный) — воображаемые объект или состояние, которые реально не существуют, но могут возникнуть при определённых условиях.

## Этимология
Слово «виртуальный» берёт свои истоки от слова vir (с лат. — «мужчина»). Римляне образовали от него другое слово — virtus, которое использовали для обозначения совокупности всех превосходных качеств, на их взгляд присущих мужчинам (физическая сила, доблестное поведение, моральное достоинство). Такое же имя было у богини Виртус из древнеримской мифологии. Из латинского слово проникает в старофранцузский, а в XIII веке — из французского в английский. В английском слово virtual с появлением вычислительной техники приобрело дополнительный оттенок «не существующий в действительности, но появляющийся благодаря программному обеспечению»

## Понимание в философии
Понятие «виртуальный» появилось в ранневизантийской философии IV века. Например, работу Василия Великого «Беседы на шестоднев» можно истолковать следующим образом: некая реальность может породить другую реальность, законы существования которой не будут сводиться к законам порождающей реальности, то есть виртуальность понималась в значении потенции, сущности, причины.
С онтологической точки зрения, «виртуальность» подразумевает наличие некоторых причин или начал, обусловливающих определённое возможное состояние бытия, не реализованное в актуальности. В философии термин «виртуальность» известен с XIII века и принадлежит Фоме Аквинскому. 

Томистская антропология утверждает, что человек является единством тела и души («После разрушения сочетания души и тела потенции второго рода, составляющие начало отправлений чувственной и вегетативной частей души, не могут сохраняться, но остаются в душе виртуально, как в своём первоначале или корне»).

## Новейшее время
Под влиянием информационных технологий термин «виртуальность» приобрёл новое значение, связанное с виртуальной реальностью. «Виртуальность» в этом случае понимается как некоторое состояние, при котором субъект теряет различие между реальным и сконструированным (виртуальным) миром. В этом смысле «виртуальность» оказывается характеристикой сознания и восприятия субъекта. 
Такое понимание виртуальности применяется также в психологии, эстетике и культуре вообще.